# Dong-gu, Daejeon
Quận Đông (Dong-gu) là một quận ở Daejeon, một thành phố lớn ở Hàn Quốc.

## Liên kết
- Trang chủ Dong-gu Lưu trữ ngày 9 tháng 2 năm 2009 tại Wayback Machine